# Verkehrskanzel

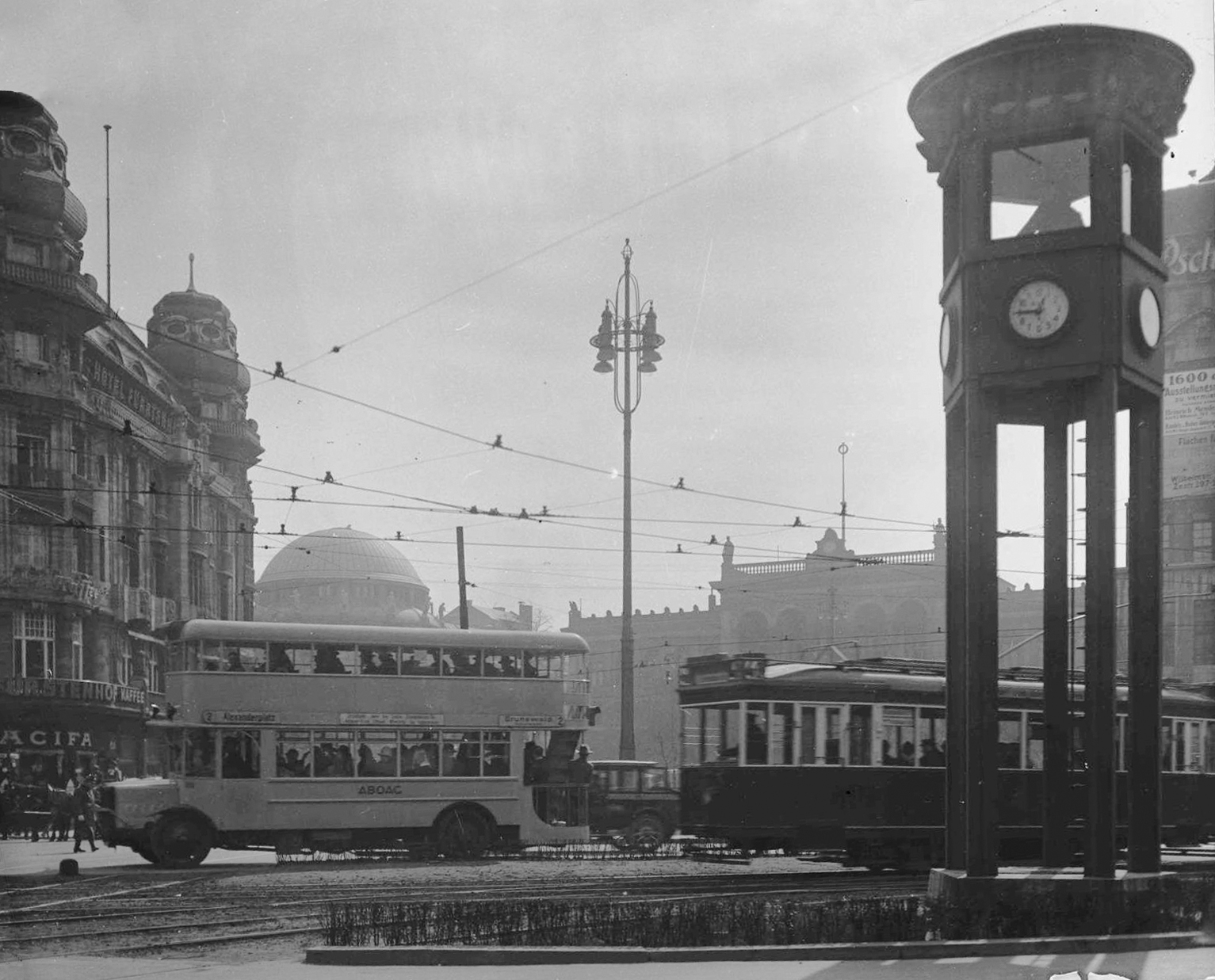
Verkehrsturm am Potsdamer Platz in Berlin, im Dezember 1924 in Betrieb genommen,
Aufnahme: 1927

Die Verkehrskanzel (auch: Verkehrsturm) war ein Bauwerk an verkehrsreichen Kreuzungen größerer Städte und diente der Regelung des Straßenverkehrs durch Verkehrspolizisten. Durch die erhöhte Position hatten die Polizisten einen guten Überblick über die Verkehrssituation.

## Geschichte
Die ersten Verkehrstürme wurden als offenes Podest meist in der Mitte einer Kreuzung errichtet. Die Polizisten regelten den Verkehr mit Hand- und/oder akustischen Signalen. Bald wurden die Verkehrstürme mit mechanischen Signalen wie drehbaren farbigen Scheiben, Tafeln oder Signalflügeln ergänzt.
Die ersten Lichtsignale an Verkehrstürmen wurden 1868 für kurze Zeit in London und ab Beginn des 20. Jahrhunderts in einigen Städten der USA eingeführt.
Im Jahr 1922 entwarf Joseph H. Freedlander einen aufwendig mit Bronzegussplatten gestalteten Traffic Signal Tower, von dem im Dezember 1922 sieben Exemplare in der Fifth Avenue in New York aufgestellt wurden. Er kann als Vorbild für den Verkehrsturm am Potsdamer Platz in Berlin angesehen werden, der am 15. Dezember 1924 mit der ersten Lichtsignalanlage Deutschlands in Betrieb genommen wurde.
Die Lichtsignale waren zunächst direkt an den Verkehrstürmen angebracht. Zur Verbesserung der Sicht für die Verkehrsteilnehmer wurden bereits ab 1925 an den Kreuzungszufahrten und Fußgängerüberwegen eigene Ampelmasten aufgestellt. Da man weiterhin den Verkehr von erhöhter Stelle aus beobachten und regeln wollte, entstanden einige meist am Rand der Kreuzung aufgestellte Verkehrskanzeln. In Berlin wurde nach dem Verkehrsturm am Potsdamer Platz bereits ein Jahr später für die Kreuzung Friedrich-/Leipziger Straße das Modell einer Verkehrskanzel vorgestellt, die auf einem Kragarm montiert werden und auch benachbarte Kreuzungen regeln sollte. Dieses Projekt wurde aber nicht mehr realisiert, weil eine zentrale Regelung der Lichtsignalen größerer Bereiche angestrebt wurde.

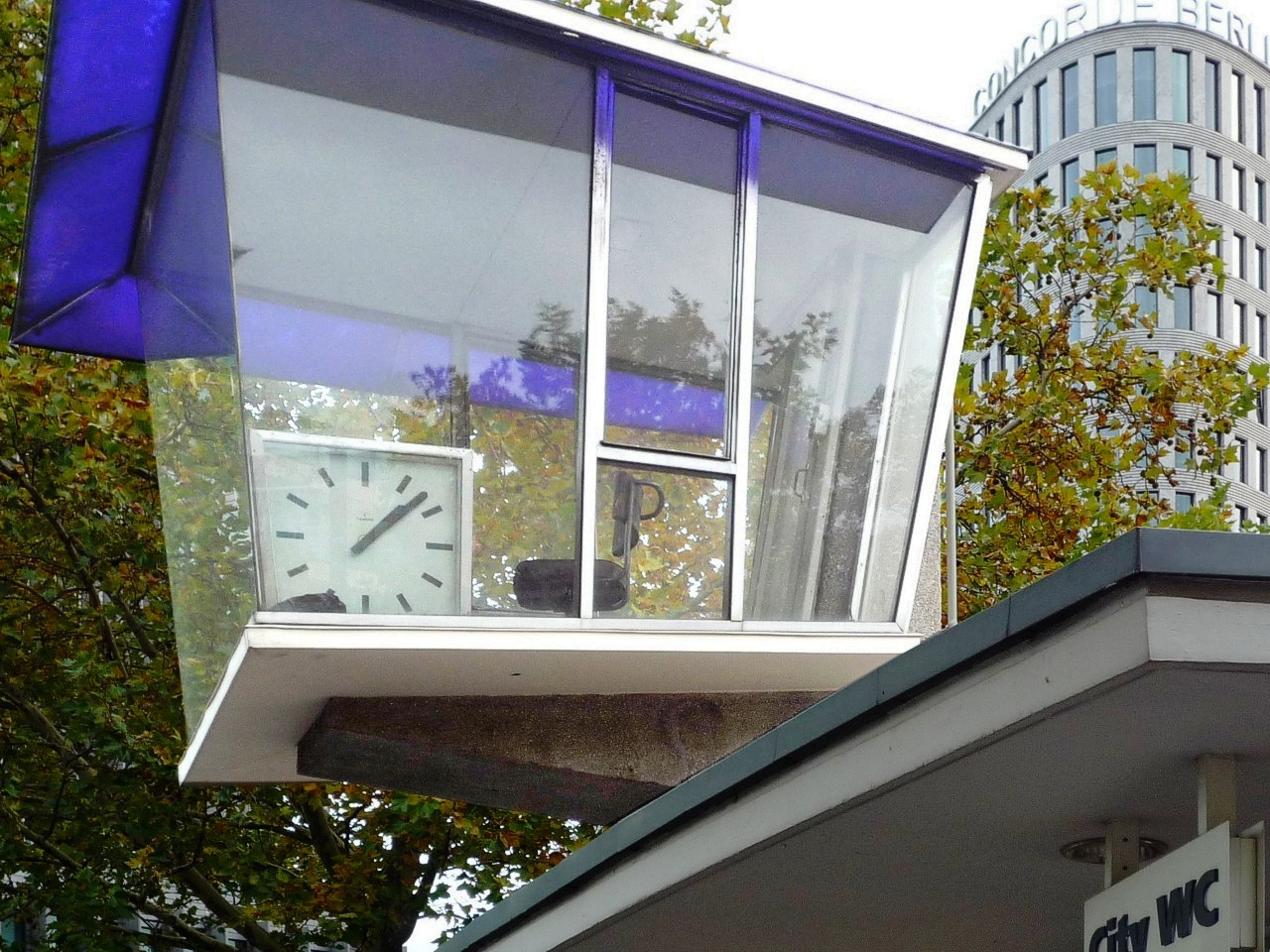
Verkehrskanzel am Kurfürstendamm Ecke Joachimsthaler Straße in Berlin

Die Lichtsignale der jeweiligen Kreuzung bzw. einer Gruppe von benachbarten Kreuzungen wurden zunächst noch manuell von einem Verkehrsturm oder einer Verkehrskanzel aus gesteuert. Bald konnten die Lichtsignalanlagen in zentrale Steuerungssysteme integriert werden, bei denen die Grün-Phasen der Straßenzüge koordiniert wurden, d. h. im Sinne einer Grünen Welle geschaltet wurden. Nur in besonderen Verkehrssituationen wurden die Verkehrstürme oder Verkehrskanzeln mit Personal besetzt, im Regelfall wurden die Ampelanlagen automatisch gesteuert.
Obwohl sich die Lichtsignale (Ampeln) ab Ende 1924 in Deutschland durchsetzten, wurden parallel auch noch Verkehrstürme mit von Hand bedienten Formsignalen errichtet, die in der Anschaffung günstiger waren. So wurde zur Leipziger Frühjahrsmesse 1926 auf dem Augustusplatz ein Verkehrsturm errichtet, auf dem ein AMBI-Verkehrsregler montiert war.
Nach dem Zweiten Weltkrieg wurden in größeren Städten noch einzelne Verkehrskanzeln an ausgewählten Kreuzungen errichtet, die bald meist nur noch der Beobachtung des Verkehrs dienten und nicht mehr in der Mitte, sondern am Rand der Kreuzung angeordnet waren. Durch technische Verbesserungen an der Steuerungstechnik, verkehrsstärkenabhängige Steuerungen, Verkehrsleitsysteme und Stauinformationsmeldungen im Rundfunk wurde die Verkehrskanzel bereits in den späten 1960er Jahren überflüssig und an den meisten Standorten demontiert. Das Aufstellen einer Verkehrskanzel erfolgte individuell in den jeweiligen Städten, es gab dafür keine Bauvorschrift zum Aussehen und Aufbau. Heute gibt es nur noch wenige Exemplare von Verkehrskanzeln, jedoch ohne dem ursprünglichen Zweck zu dienen.
In den 1920er Jahren wurden auch Kontrolltürme auf Flugplätzen als Verkehrsturm bezeichnet, z. B. Flughafen Köln-Butzweilerhof.

## Beispiele von Verkehrstürmen und Verkehrskanzeln

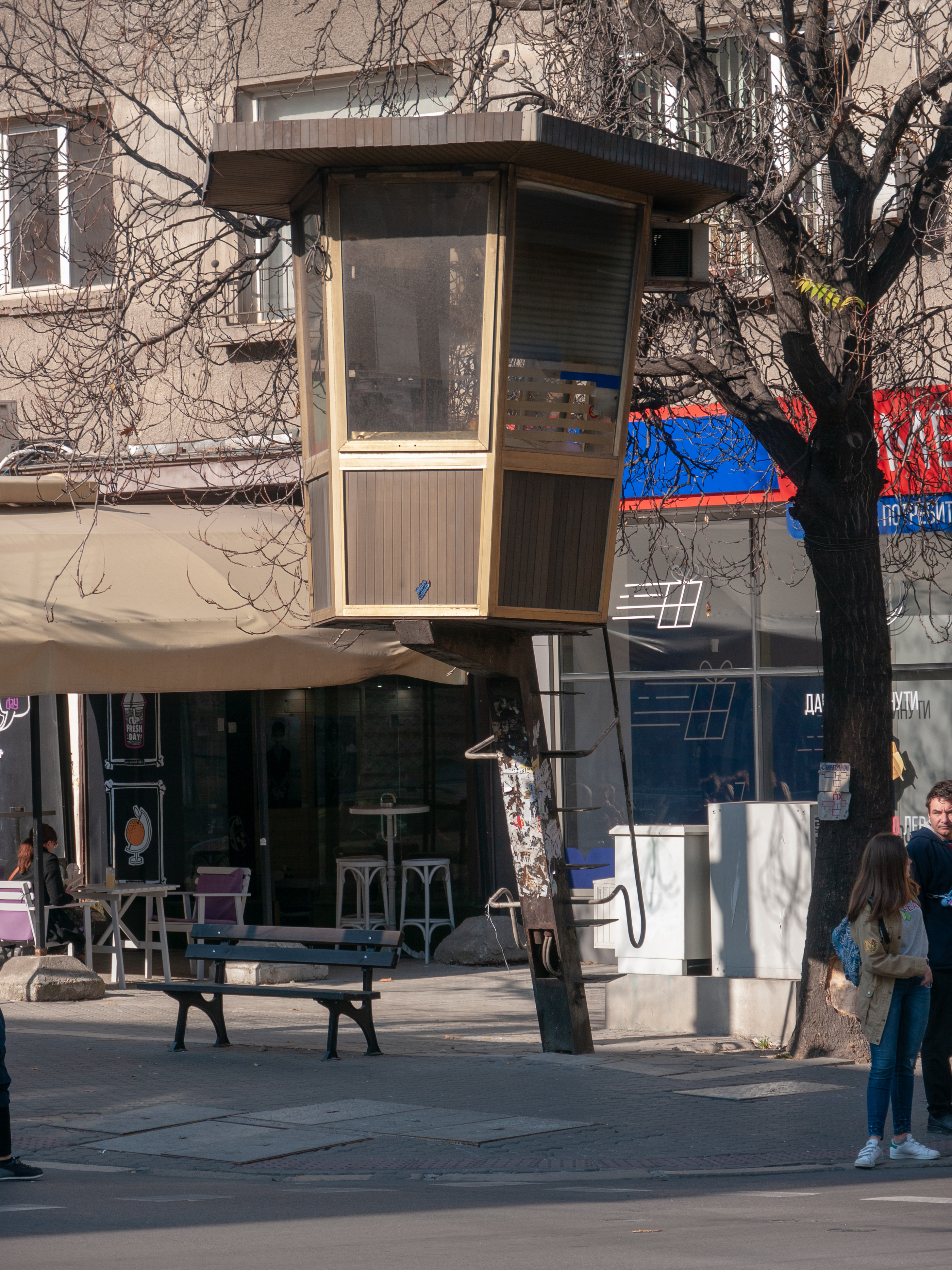
Verkehrskanzel in Sofia

- Berlin, Verkehrsturm am Potsdamer Platz – Verkehrsturm mit Lichtsignalen, in Betrieb von 1924 bis 1937, seit 1997 rekonstruiert
- Berlin, Verkehrskanzel Joachimsthaler Platz – in Betrieb von 1955 bis 1962
- Berlin, Verkehrsturm Frankfurter Tor – Inbetriebnahme am 1. Mai 1961[7]
- Berlin, Verkehrsturm Dimitroffstraße Ecke Greifswalder Straße – Inbetriebnahme 30. Juni 1962[8]
- Berlin, Verkehrsturm Unter den Linden Ecke Friedrichstraße[9]
- Berlin, Verkehrsturm Karl-Marx-Allee Ecke Andreasstraße[9]
- Bremen, Verkehrsüberwachungsturm der BSAG auf der Domsheide – erbaut 1988 nach Entwurf von Per Kirkeby[10]
- Chemnitz, Verkehrsturm Falkeplatz – Verkehrsturm mit Lichtsignalen, Inbetriebnahme Dezember 1926, Bildnachweis von 1927[11][12]
- Dresden, Verkehrsturm am Wiener Platz – Verkehrsturm mit Lichtsignalen, Bildnachweis von 1928[13]
- Eisenach, Verkehrskanzel an der Kreuzung „Grüner Baum“ Rennbahn / Mühlhäuser Straße – erbaut im Mai 1964[14]
- Erfurt, Verkehrskanzel Angerturm – in Betrieb von 1961 bis 1974, restauriert und 2002 in der Magdeburger Allee wiedererrichtet[15]
- Hannover, Verkehrskanzel am Kröpcke[16] – nicht mehr erhalten
- Kiel, Verkehrskanzel am Thaulow-Museum – Bildnachweis von 1963
- Köln, Verkehrsführungsstand am Rudolfplatz – Bildnachweis von 1954[17]
- Leipzig, Verkehrsturm am Augustusplatz – offener Turm mit Signalflügeln (AMBI-Verkehrsregler), Bildnachweise von 1926 und 1927[5][18]
- Lübeck, offener Verkehrsturm am Lindenplatz,[19] ohne technische Anzeiger – Bildnachweis von 1925
- Stuttgart, Verkehrsturm vor dem Hauptbahnhof – Bildnachweis von 1950[20]
- Wien, Verkehrskanzel Ecke Mariahilfer Straße und Neubaugasse – Bildnachweis von 1952[21]
- Zürich, Verkehrskanzel an der Sihlporte – in Betrieb von 1959 bis Ende der 1970er Jahre[22]
- Zürich, Verkehrskanzel am Central – 2024 als letzte Verkehrskanzel der Stadt Zürich abgebaut[23]

## Bildergalerie

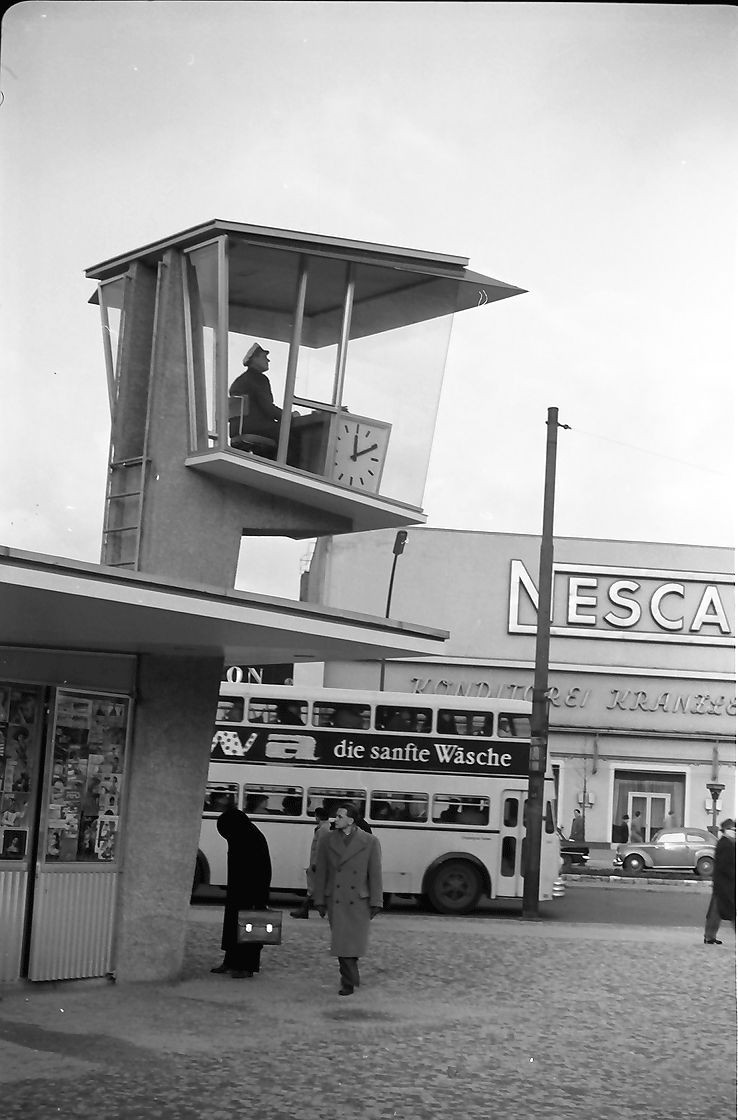
Berlin, Verkehrskanzel Joachimsthaler Platz, 1955
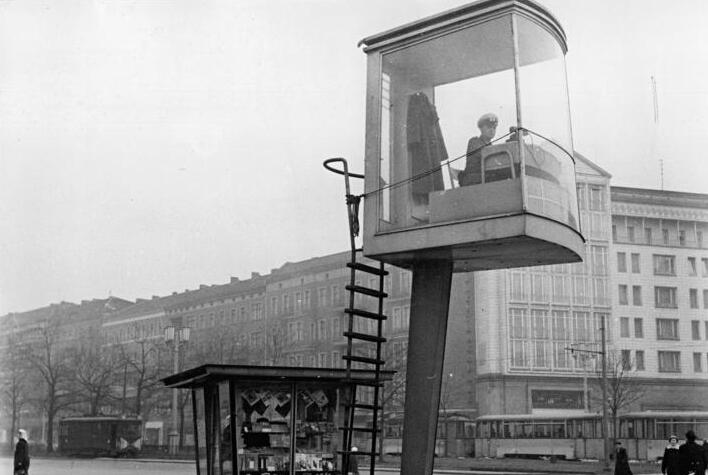
Berlin, Verkehrskanzel Frankfurter Tor, 1962
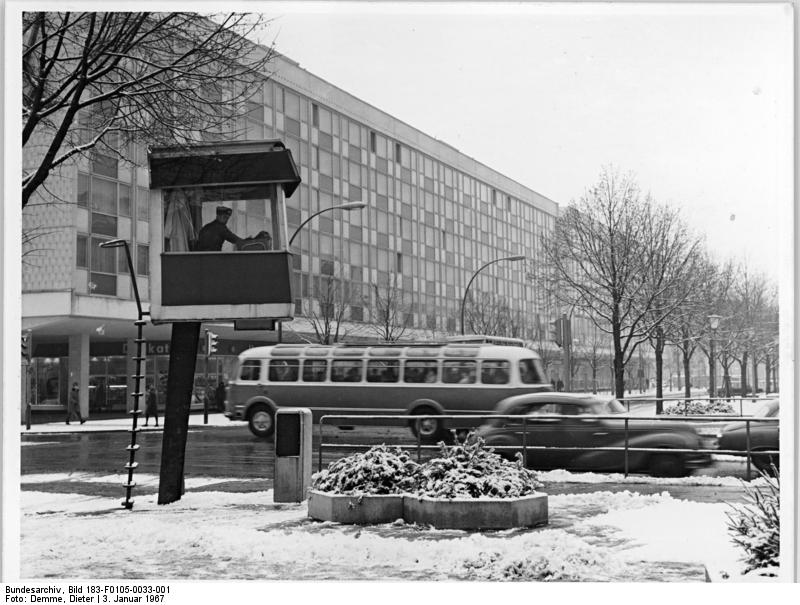
Berlin, Verkehrskanzel Unter den Linden, 1967
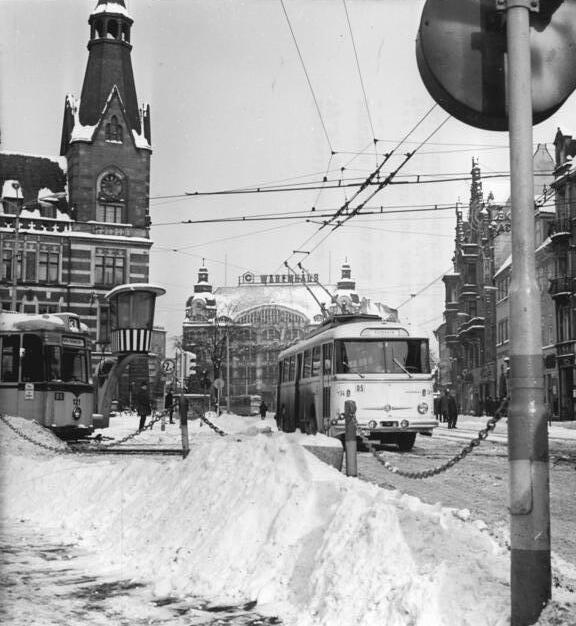
Erfurt, Verkehrskanzel Angerturm, 1969
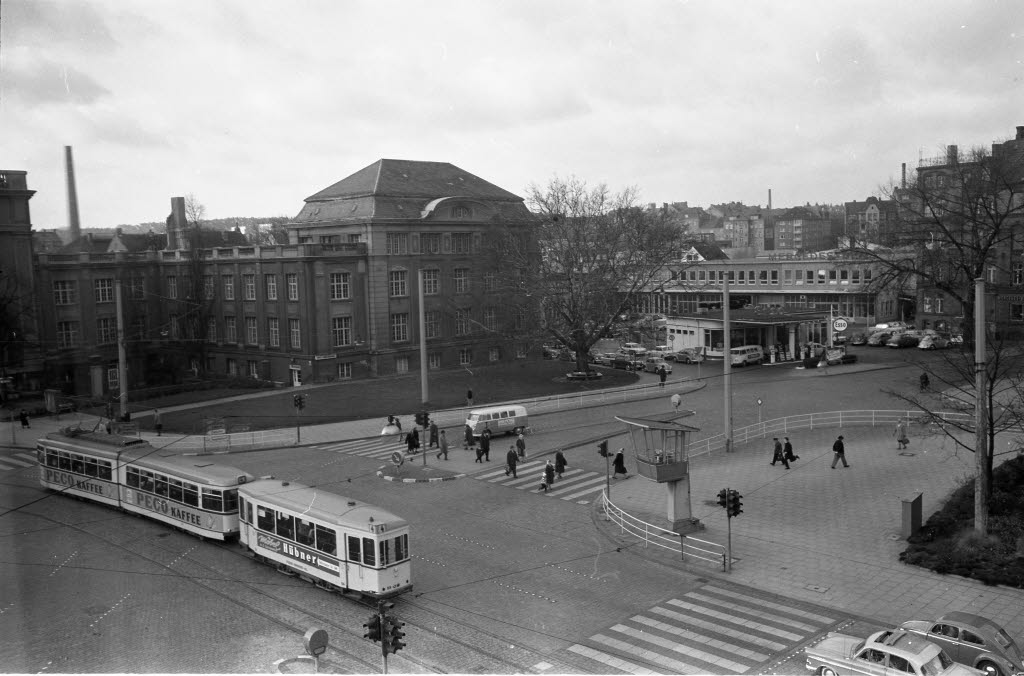
Kiel, Verkehrskanzel am Thaulow-Museum, 1963
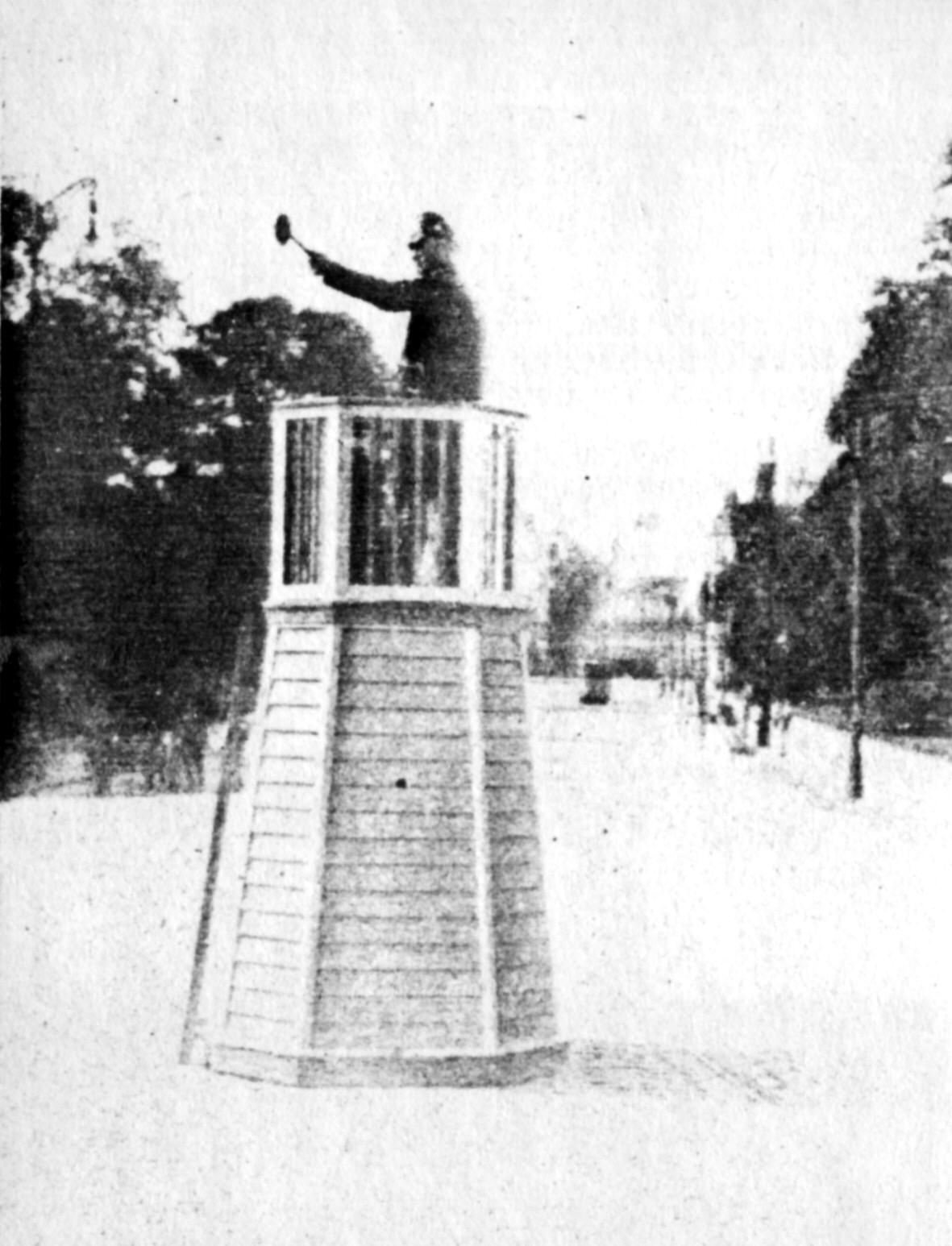
Lübeck, offener Verkehrsturm am Lindenplatz, 1925